# ブライアン・スニッカー
ブライアン・ジェラルド・スニッカー（Brian Gerald Snitker , 1955年10月17日 - ）は、アメリカ合衆国イリノイ州ディケーター出身のプロ野球監督、コーチ。愛称はスニット。MLBのアトランタ・ブレーブスで監督を務めている。
長らくコーチやマイナーリーグ監督を経験し、正式にアトランタ・ブレーブスで監督を務めるようになったのは60歳を過ぎてからであるが、2018年よりチームをナショナルリーグ東地区6連覇（継続中）、2021年にはワールドシリーズ制覇に導くなど、ブレーブス監督としては1990年代～2000年代に在籍したボビー・コックスに次ぐ実績を残している。
息子のトロイ・スニッカーはヒューストン・アストロズの打撃コーチ。

## 経歴
ニューオーリンズ大学卒業後、1976年のMLBドラフト25巡目でシカゴ・カブスより指名され契約。翌年からアトランタ・ブレーブスに移り、1978年にはAAAまで上がるが、メジャー昇格はかなわなかった。
1980年に引退し、1982年からブレーブスのマイナーチームの監督に就任。
1985年、1988年から1990年にはブレーブスのブルペンコーチを務め、2007年から2013年はブレーブスの3塁コーチを務める。それ以外の期間はブレーブスの下部組織全てのチームの監督を歴任。
2016年に再びブレーブスの3塁コーチに就任。シーズン途中の5月17日に成績低迷で解雇されたフレディ・ゴンザレスに代わり、代行監督を務め、2017年から正式に監督に就任することとなった。
2018年は球団として5年ぶりのポストシーズンを果たした。ナショナルリーグディビジョンシリーズ(NLDS)で敗れたものの、直後に2020年まで2年間（2021年は球団側オプション）の契約延長を勝ち取った。
2021年はチームがワールドシリーズに進出し、ヒューストン・アストロズと対決。11月2日の試合に勝利し、26年ぶり4度目のワールドシリーズ優勝を果たし、自身初めてワールドシリーズ優勝を経験した。
2022年オフの11月15日に全米野球記者協会(BBWAA)から1位票が7、2位票が5、3位票が5の計55ポイントで最優秀監督賞3位となった。

## 詳細情報

### 年度別監督成績
| 年 度    | 球 団    | 地 区    | 年 齢    | 試 合 | 勝 利 | 敗 戦 | 勝 率 | 順 位 | 備 考    | ポストシーズン 勝敗 |
| -------- | -------- | -------- | -------- | ----- | ----- | ----- | ----- | ----- | -------- | ------------------- |
| 2016     | ATL      | NL 東    | 61歳     | 124   | 59    | 65    | .476  | 5/ 5  | 代行監督 |                     |
| 2017     | ATL      | NL 東    | 62歳     | 162   | 72    | 90    | .444  | 3/ 5  |          |                     |
| 2018     | ATL      | NL 東    | 63歳     | 162   | 90    | 72    | .556  | 1/ 5  | NLDS敗退 | 1勝3敗              |
| 2019     | ATL      | NL 東    | 64歳     | 162   | 97    | 65    | .599  | 1/ 5  | NLDS敗退 | 2勝3敗              |
| 2020     | ATL      | NL 東    | 65歳     | 60    | 35    | 25    | .583  | 1/ 5  | NLCS敗退 | 8勝4敗              |
| 2021     | ATL      | NL 東    | 66歳     | 161   | 88    | 73    | .547  | 1/ 5  | WS制覇   | 11勝5敗             |
| MLB：6年 | MLB：6年 | MLB：6年 | MLB：6年 | 831   | 441   | 390   | .531  | -     | -        | 22勝15敗            |

- 2021年度シーズン終了時
- 年度の太字は最優秀監督賞受賞年
- 順位の太字はプレーオフ進出（ワイルドカードを含む）
- WS…ワールドシリーズ、LCS…リーグチャンピオンシップシリーズ、DS…ディビジョンシリーズ、WC…ワイルドカードゲーム

### 表彰
- 最優秀監督賞：1回（2018年）